# Obchodní dohoda
Obchodní dohoda nebo obchodní pakt je široká daňová, celní a obchodní smlouva, která často obsahuje investiční záruky. Když dvě nebo víc zemí si dohodnou podmínky pomáhající vzájemnému obchodu. Nejčastější obchodní dohody jsou typy preferenční a o zóně volného obchodu na eliminaci cla, kvót a jiných obchodních omezení mezi členy dohody.

## Logika
Logika formálních obchodních smluv je, že zdůrazňují, co je dohodnuto a postihy za porušení pravidel stanovených ve smlouvě. Obchodní smlouvy proto snižují pravděpodobnost nedorozumění a vytvářejí jistotu na obou stranách, že podvody budou potrestány. To zvyšuje pravděpodobnost dlouhodobé spolupráce. Mezinárodní organizace jako MMF může dále prohloubit kooperaci monitorováním dodržování a reportováním porušení od jiných zemí. Monitoring mezinárodních agentur může být nutné na zjištění bezcelních bariér, které jsou pokusy na vytvoření obchodních bariér.

## Klasifikace obchodních dohod

### Podle počtu a typu členů
Jsou 3 typy obchodních dohod:
- Unilaterální - jedna země chce určitá omezení, ale žádná jiná země je nechce splnit. Není to časté a může to zemi poškodit.
- Bilaterální (BTA) - mezi dvěma zeměmi, kde každá strana může být země (nebo jiná celní zóna), obchodní blok nebo neformální skupina zemí (nebo jiných celních zón). Když obě země zruší obchodní omezení na pomoc firmám prosperovat v obou zemích, to pomůže snížit daně a změnit jejich obchodní podmínky. Obvykle to platí pro dotované domácí průmysly jako automobilový, ropný nebo potravinářský.
- Multilaterální - mezi víc než dvěma stranami, typicky mezi sousedy v určitém regionu, patří mezi nejtěžší na vyjednání. Též jsou složitější na provoz, protože každá země má specifické potřeby. Když je dohoda přijata, stává se velmi důležitou, protože platí pro větší území. Mezi největší multilaterální obchodní dohody patří
  - Dohoda USA–Mexiko–Kanada (United States–Mexico–Canada Agreement - USMCA), členy které jsou Spojené státy, Kanada a Mexiko
  - Sdružení národů jihovýchodní Asie (Association of Southeast Asian Nations - ASEAN), založené v roce 1967 mezi zeměmi Indonésie, Malajsie, Filipíny, Singapur a Thajsko na podporu politického a ekonomického rozvoje a stability.

### Podle stupně integrace
Jsou různé obchodní dohody, některé komplexní (například Evropská unie) nebo méně podrobné (USMCA). Výsledná úroveň ekonomické integrace závisí na specifickém typu obchodních dohod a pravidel přijatých obchodními bloky:
- 1. Separátní:
  - rámcová dohoda o obchodu a investicích - Trade and Investment Framework Agreement (TIFA)
  - bilaterální investiční smlouva - Bilateral Investment Treaty (BIT)
  - preferenční obchodní dohoda (Preferential Trade Arrangement - PTA) – omezený rozsah a hloubka redukovaných tarifů mezi celními zónami
    - dohoda o volném obchodě (Free Trade Agreement), vznikne zóna volného obchodu (Free Trade Area - FTA) – velké snožení nebo zrušení celních tarifů na v podstatě celý obchod umožňující volný pohyb zboží a v pokročilejších smlouvách též redukce omezení investicí a zakládání umožňující volný pohyb kapitálu a služeb
      - společný trh (Common market – FTA) se značně redukovanými nebo zrušenými omezeními volného pohybu faktorů produkce, včetně volného pohybu práce a podnikání, a koordinace v ekonomické politice

  - měnová unie - použití společné měny
- 2. Složené
  - Celní unie se společnými vnějšími celními tarify pro všechny členy s ohledem na nečlenské země
    - Celní a měnová unie
    - Ekonomická unie – celní unie a společný trh
      - Ekonomická a měnová unie (EMU)
        - fiskální unie (Fiscal Union) – společná koordinace podstatných částí fiskální politiky (navrhovaný stupeň mezi EMU a kompletní ekonomickou integrací)